# N-7 (潜水艦)
|          |                                                                   |
| 艦歴     |                                                                   |
| 発注     |                                                                   |
| 起工     | 1915年4月20日                                                     |
| 進水     | 1917年5月19日                                                     |
| 就役     | 1918年6月15日                                                     |
| 退役     | 1922年2月7日                                                      |
| その後   | 1922年6月5日にスクラップとして売却                                |
| 除籍     |                                                                   |
| 性能諸元 |                                                                   |
| 排水量   | 水上：340トン、水中：415トン                                      |
| 全長     | 155 ft (47 m)                                                     |
| 全幅     | 14 ft 6 in (4.4 m)                                                |
| 吃水     | 12 ft 4 in (3.8 m)                                                |
| 機関     | ディーゼル・エレクトリック                                        |
| 最大速   | 水上：13ノット (24 km/h; 15 mph) 水中：11ノット (20 km/h; 13 mph) |
| 乗員     | 士官、兵員29名                                                    |
| 兵装     | 18インチ魚雷発射管4門                                             |

N-7 (USS N-7, SS-59) は、アメリカ海軍の潜水艦。N級潜水艦の7番艦。

## 艦歴
N-7 は1915年4月20日にコネチカット州ブリッジポートのレイク・トルペード・ボート社で起工した。1917年5月19日にフランク・ミラー夫人によって進水し、1918年6月15日に艦長ウォルター・S・キャス大尉の指揮下就役した。
レイク・トルペード・ボート社で建造されたN級潜水艦はシアトル・コンストラクション・アンド・ドライドック社で建造された同級の他の艦と仕様が僅かに異なり、しばしば別の艦級と見なされた。
コネチカット州ニューロンドンでの艤装後、N-7 はニューイングランド沖を哨戒し、ドイツのUボートの攻撃から船団護衛を担当、9月17日にニューヨークに到着し維持作業に入った。10月24日にニューロンドンに帰還し、1919年6月21日まで同地に留まった。その後拡張オーバーホールのためペンシルベニア州フィラデルフィアに向かった。作業完了後1920年3月31日にニューロンドンに帰還、6月7日に予備役となるまで同地に留まった。
1921年は予備役のままニューロンドンに留まったが、その間しばしばマサチューセッツ州ボストンやロードアイランド州ニューポートへの巡航を行った。同年後半に主機が取り外され、新型のL級潜水艦に移植された。タグボートのリケンズ (USS Lykens, AT-56) に牽引され、1922年1月26日にフィラデルフィアに向かった。N-7 はフィラデルフィアで2月7日に退役し、船体は6月5日にスクラップとしてフィラデルフィアのジョセフ・G・ヒトナー社に売却された。